# Ceanothus purpureus
Ceanothus purpureus là một loài thực vật có hoa trong họ Táo. Loài này được Jeps. mô tả khoa học đầu tiên năm 1901.